# Перлина Маската

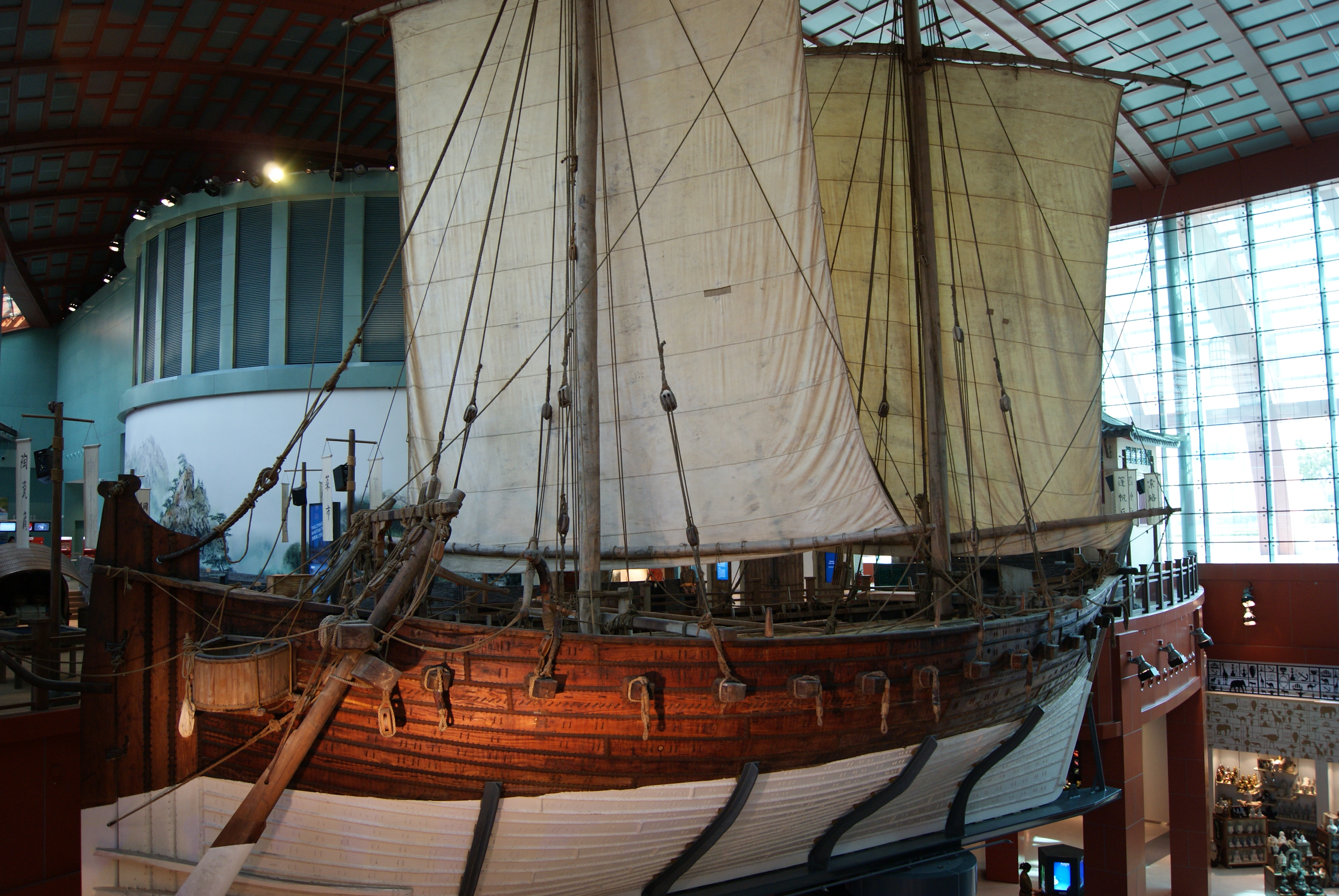
Перлина Маската в Морському музеї в Сінгапурі.

Перлина Маската (араб. جوهرة مسق; англ. Jewel of Muscat) — сучасна репліка Белітунзького корабля, арабського зшитого судна типу дау IX століття, яке було знайдено у 1998 році біля узбережжя острова Белітунг в Індонезії. Репліка була побудована в оманському Маскаті у 2008—2010 роках спільними зусиллями урядів Оману та Сінгапуру та Майка Флекера, співробітника рятувальній компанії Seabed Explorations, яка займалась порятунком залишків Белітунзького корабля. У 2010 році Перлина Маската здійснила самостійне плавання по маршруту Маскат-Сінгапур і після цього зберігається у Морському експериментальному музеї та акваріумі на курорті Сентоза в Сінгапурі.

## Історія
Сучасні відомості про оригінальні матеріали та методи будівництва арабських дау X століття, використані для будівництва Перлини Маската, здебільшого походять від досліджень залишків самого Белітунзького корабля. Корабель було знайдено під осадовими відкладеннями, які врятували залишки дерев'яного судна від знищення морськими молюсками-деревоточцями. Найважливішим відкриттям було уявлення про методи будівництва кораблів такого типу, які згодом були відтворені під час будівництва Перлини Маската.
На щастя, були збережені фрагменти оригінальної деревини, що дозволило вченим проаналізувати залишки та визначити тип деревини, яка використовувалася для будівництва корабля. Серед збережених елементів корабля було знайдено деревину з цілого ряду порід дерев, зокрема Афцелія африканська (лат. Afzelia africana), виду, який є унікальним для центральної Африки. Проаналізувавши форму корпусу, породу деревини та методи будівництва, археологи дійшли висновку, що затонулий корабель був арабського або менш імовірно індійського походження і був побудований з використанням імпортної деревини.

## Будівництво і плавання

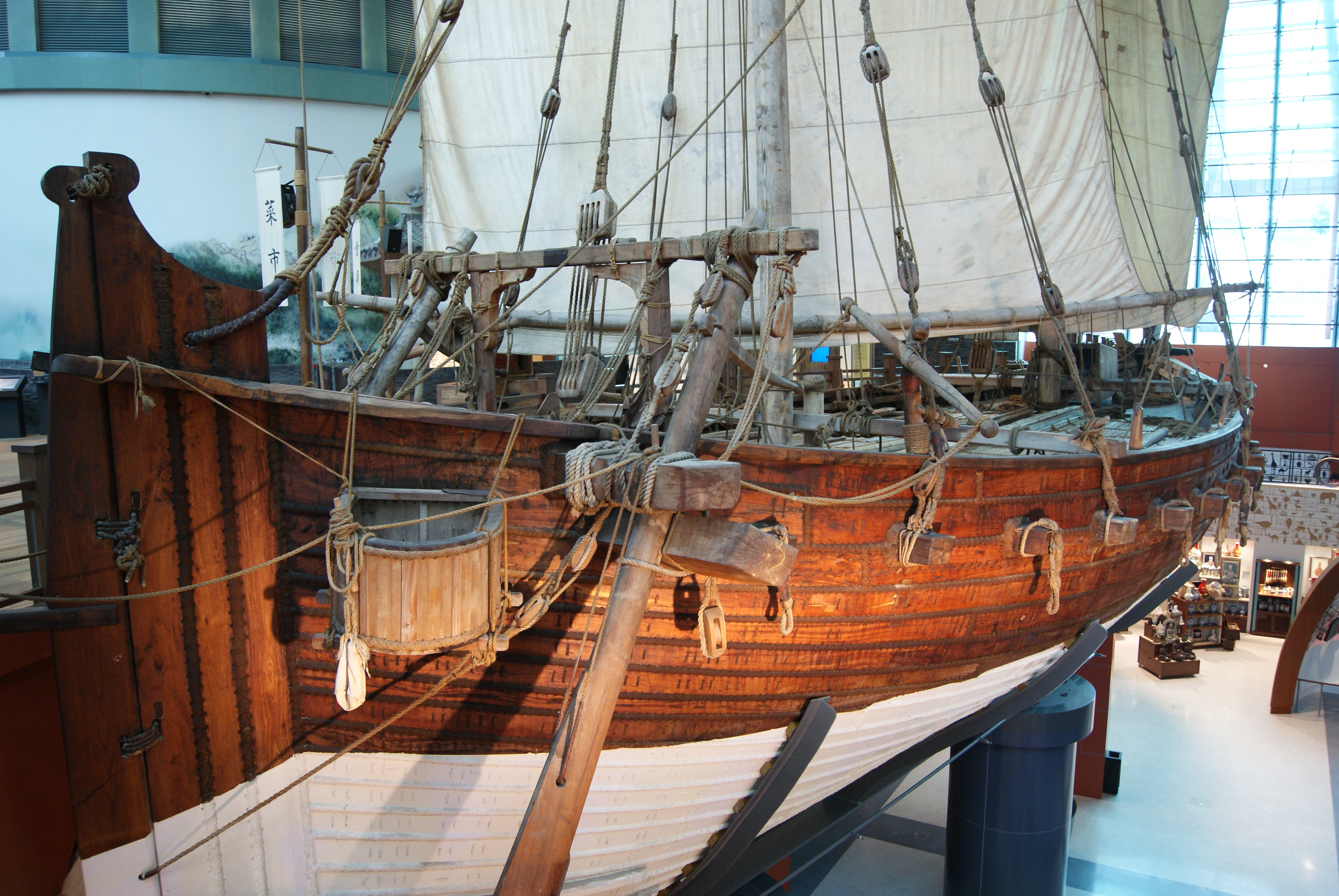
Корма Перлини Маската в музеї Сінгапура

Перлина була побудована в Кантабі поблизу Маската, столиці Оману. Будівництво почалося в жовтні 2008 року, і 16 лютого 2010 року корабель відплив до Сінгапуру, куди він прибув 3 липня 2010 року.
Перлина Маската відзначається тим, що її було збудовано з дотриманням техніки, яка використовувалася при будівництві зшитих суден, до яких відносився затонулий Белітунзький корабель. З'єднання між собою дерев'яних елементів корабля здійснювалось мотузками, без використання пізніших традиційних методів, таких як шипова технологія або використання металевих цвяхів. Збудоване дау мало 18 метрів завдовжки й близько 6,4 метра завширшки. Репліка точно відтворювала параметри Білітунзького корабля, що базувались на вимірюваннях, зроблених командою Вальтерфанга під час розкопок корабля.

Головною деревиною для будівництва корабля слугувала Афцелія африканська (лат. Afzelia africana), яку зрубали у Гані і там же на лісопильні розпилили на дошки та інші елементи каркаса корабля. На місці будівництва в оманському Кантабі дошки обрізали та відшліфували. Щоб зробити дошки обшивки корпусу гнучкими, їх пропарювали в пароварці. Після того, як дошку діставали з пароварки, у будівельників  було дві хвилини, щоб донести її на корабель і закріпити на місці в зігнутій і злегка скрученій формі, перш ніж вона знову затвердіє. Проміжки між дошками обшивки були законопачені 3-мілімітровими мотузками з кокосового койру. Крім того, щоб зробити дерев'яні елементи корабля більш водостійкими, вони були покриті олією з печінки акули.

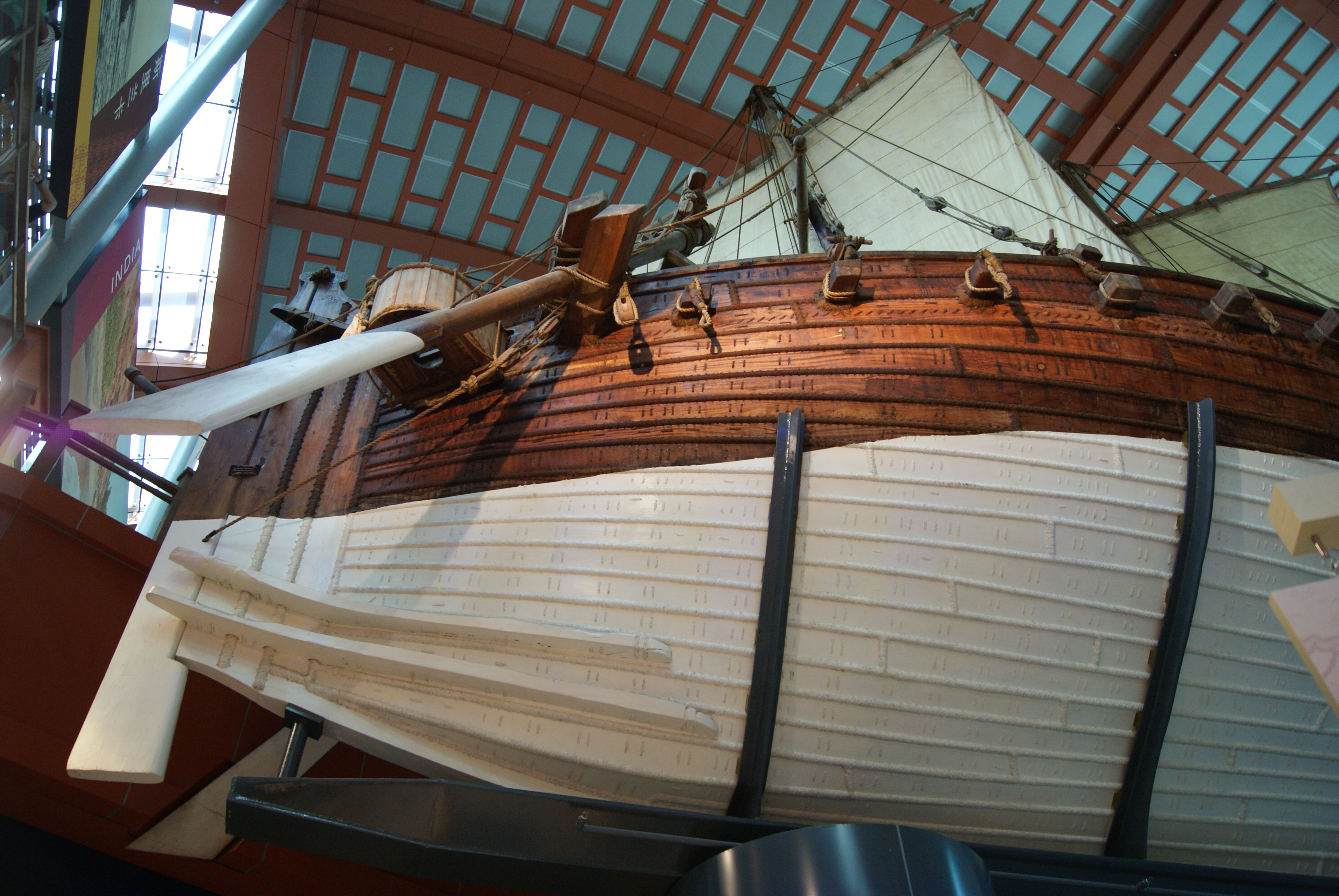
Днище Перлини Маската в музеї Сінгапура

Перлина здійснила 5000-кілометрову подорож від місця свого будівництва в Омані до Сінгапура, дотримуючись стародавнього торгового шляху з зупинкою в порту Галле на острові Шрі-Ланка. Капітаном Перлини був Салех аль Джабрі з 25-річним досвідом плавання. Стародавні ілюстрації показують, що кораблі такого типу були озброєні квадратними вітрилами, але практично нічого іншого не було відомо про їх такелаж. Вітрила були виготовлені вручну з полотна. Головне вітрило (грот) мало площу 81 м2 і важило понад 150 кілограмів. Задня щогла несла менше за розміром вітрило (бізань), яке має арабську назву «Міззен» — баланс. Це менше вітрило  використовувалось, зокрема, для керування кораблем. Для управління вітрилами потрібен екіпаж щонайменше з восьми осіб. У Галле полотняні вітрила замінили на вітрила, сплетені з пальмового листя традиційними ткачами Занзібару, щоб «перевірити їхню міцність і керованість».
Під час навігації для визначення широти місцезнаходження судна використовувася старовинний навігаційний інструмент під назвою «камал», за допомогою якого вимірювався кут підйому над горизонтом відомих зірок.

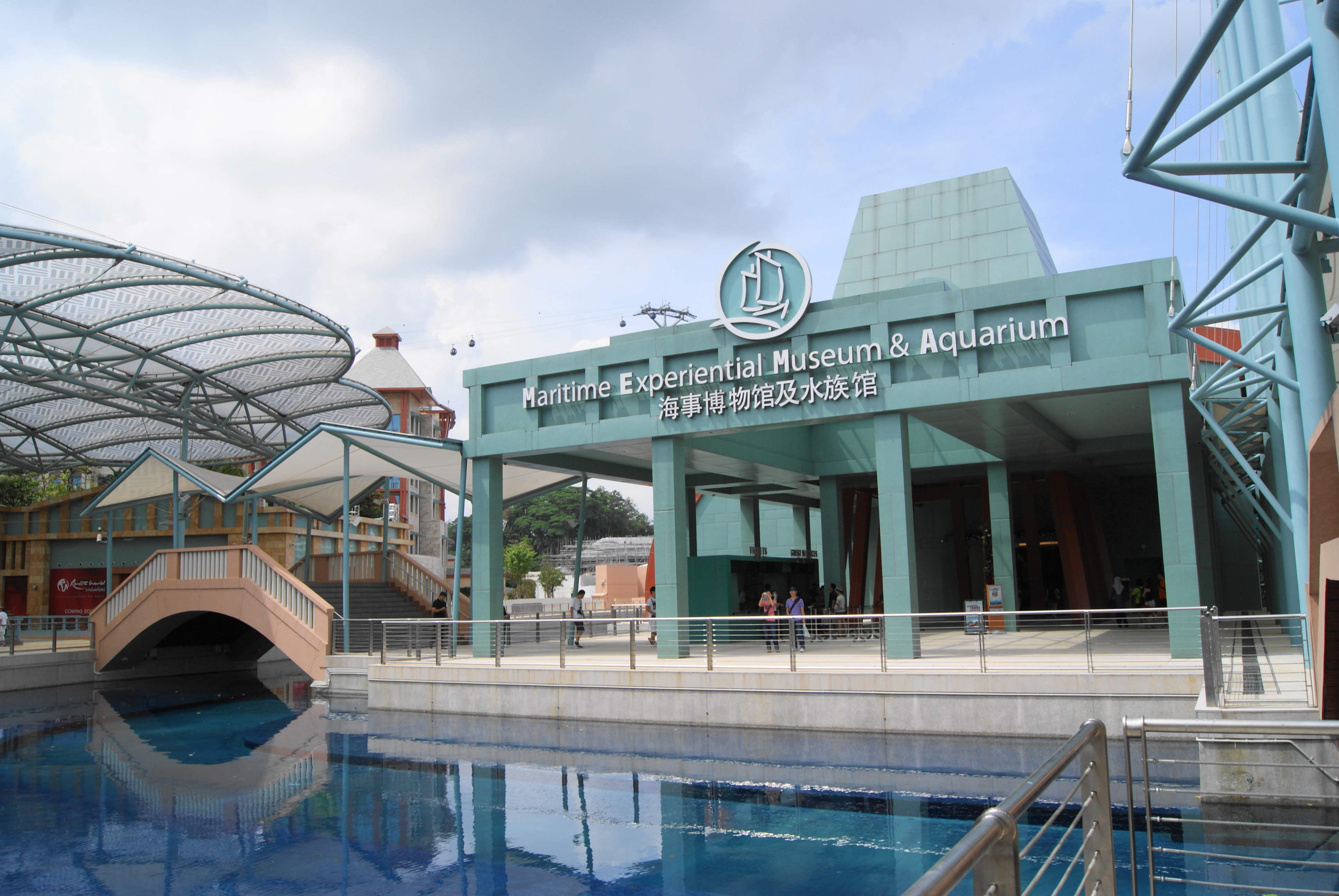
Морський експериментальний музей та акваріум на курорті Сентоза в Сінгапурі

Біля узбережжя Індії судно потрапило в штиль і капітан замовив у берегової охорони Індії буксирування до міста Кочі в штаті Керала, Індія. Після місяця перебування в морі, корпус човна був забруднений водоростями та молюсками. Корабель поставили в сухий док, де корпус судна очистили та покрили чунамом, сумішшю козячого жиру та вапна.
Поки судно йшло з Кочі до Галле на Шрі-Ланці, після сильних поривів вітру на щоглі з'явилися тріщини. У Галле щогли були замінені свіжо витесаними колодами з тикового дерева.

## Музейна експозиція
З жовтня 2011 року до березня 2020 року Перлина Маската демонструвалась у Морському експериментальному музеї та акваріумі на курорті Сентоза в Сінгапурі. Після цього музей було закрито, щоб його експозиція стала згодом частиною нового Сінгапурського океанаріума, розширення колишнього SEA Акваріум.